# Organizația Militară Poloneză

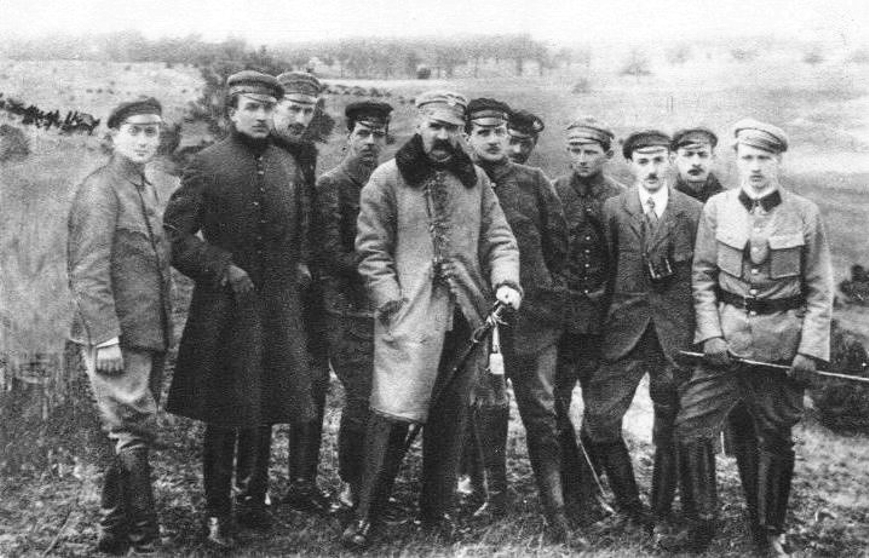
Józef Piłsudski cu Comandamentul Suprem al Organizației Militare Poloneze în 1917

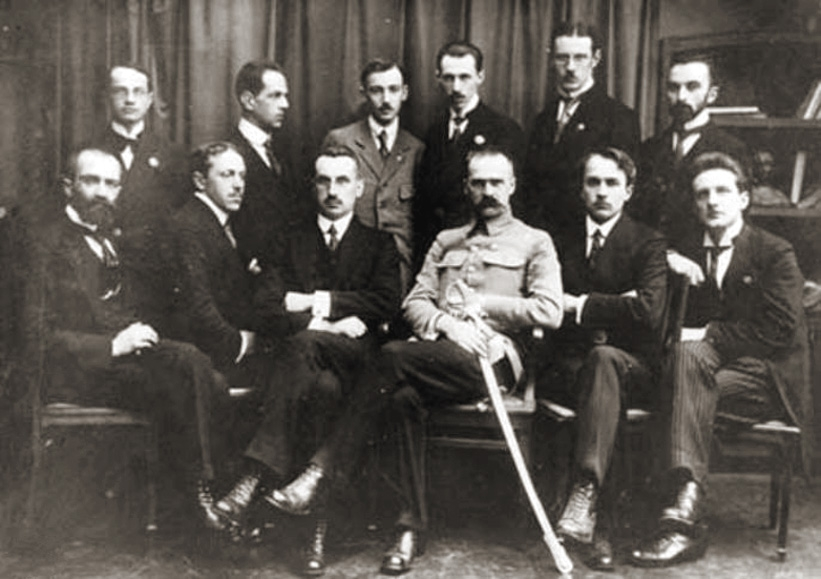
Comandamentul Suprem al Organizației Militare Poloneze în 1917

Organizația Militară Poloneză, (poloneză 'Polska Organizacja Wojskowa', POW) a fost o organizație militară secretă creată de Józef Piłsudski în august 1914, și care a fost implicată în dezarmarea Puterilor Centrale în noiembrie 1914, în timpul Primului Război Mondial. Sarcinile sale au fost de a aduna informații și de a sabota dușmanii poporului polonez. Acesta a fost folosit de Piłsudski pentru a crea un organism independent de susținătorii săi austro-ungari. În 1914 număra câteva sute de membri, însă numărul acestora a crescut la peste 30.000 în 1918.

## Istorie

### Formare și instruire
Luna fondării Organizației Militare Poloneze (OMP) poate fi considerată cea de august 1914, însă organizația a fost fondată oficial în noiembrie 1914, rezultând dintr-o fuziune a două organizații paramilitare deja existente: Drużyny Strzeleckie și Związek Strzelecki. Mulți membri ai ilegalei și secrete OMP au fost, în același timp, soldații austrieci sprijiniți de legiunile poloneze. OMP a fost comandată din punct de vedere militar de către Piłsudski însuși, în timp ce comanda politică îi aparținea lui Jędrzej Moraczewski.

### Influența în Uniunea Sovietică
Deși PMO a fost desființată în anul 1921, autoritățile sovietice au susținut că acesta a continuat să existe în timpul Marii Epurări din 1936-38, și cel puțin până în 1933, mulți oameni de origine poloneză au fost acuzați de aderarea la aceasta, care a fost ilegală, vezi Genocidul polonilor în Uniunea Sovietică (1937-1938) și și NKVD Ordinul Nr. 00485.

## Comandanții
- din august 1914 K. Rybasiewicz,
- din octombrie 1914 Tadeusz Żuliński,
- din august 1915 maior Michał Żymierski,
- din octombrie 1915 maior Tadeusz Kasprzycki